# Musée de la Géorgie du Sud
Le musée de la Géorgie du Sud est un musée britannique situé à Grytviken en Géorgie du Sud. Fondé en 1991, il présente essentiellement l'histoire de la chasse à la baleine, mais également des pièces et documents sur l'histoire des explorations en antarctique et sur la faune locale.

## Présentation
Parmi les pièces présentées, on trouve :
- Documents et objets du capitaine Carl Anton Larsen fondateur de Grytviken et de Sir Ernest Shackleton,
- Spécimens de la faune naturalisés, notamment des morceaux d'un calmar colossal,
- Photos d'époque, objets et mobiliers de la vie courante des baleiniers en Géorgie du Sud.

Quelques pièces du musée
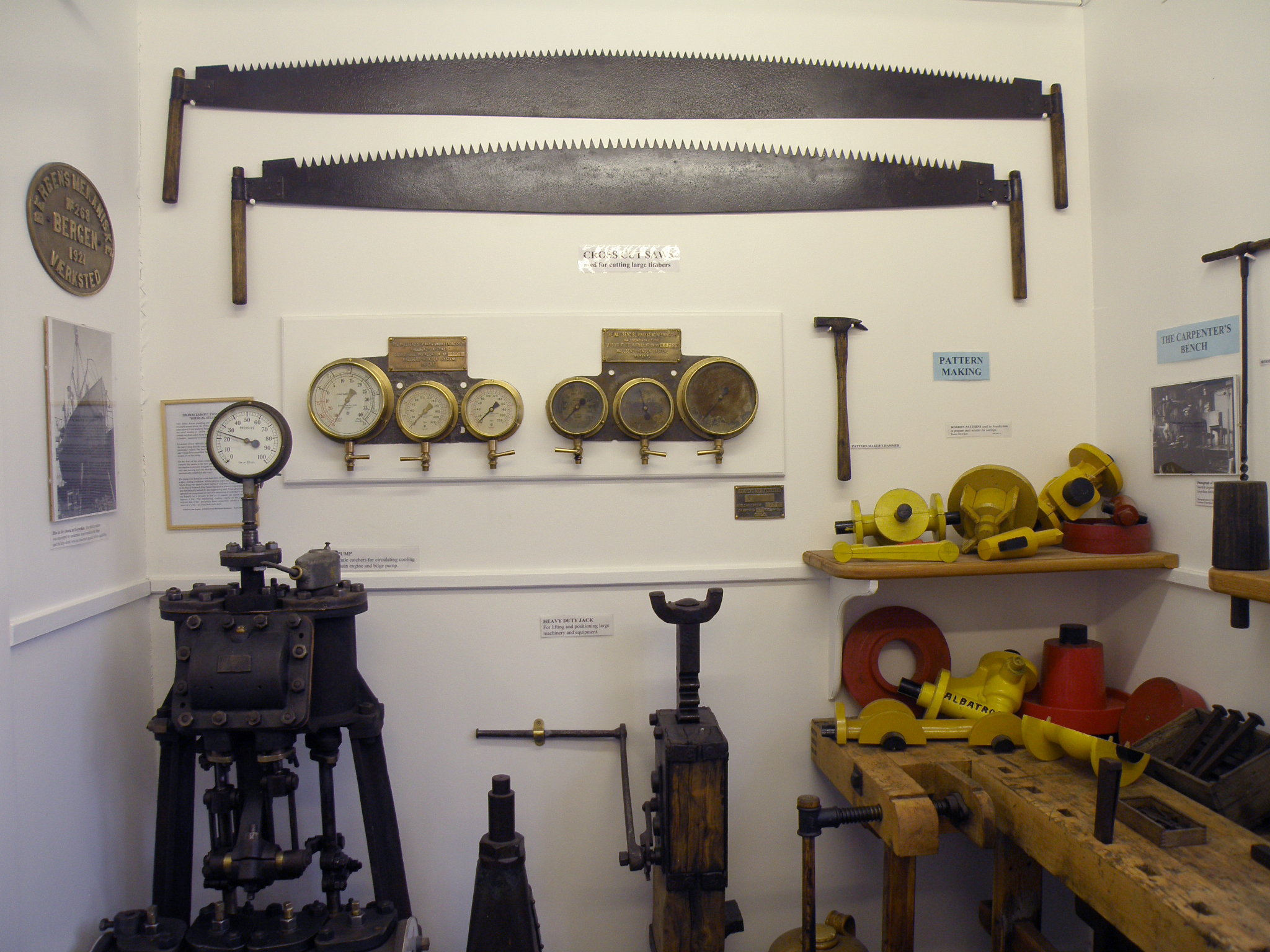
Outillage et documents utilisés par les baleiniers
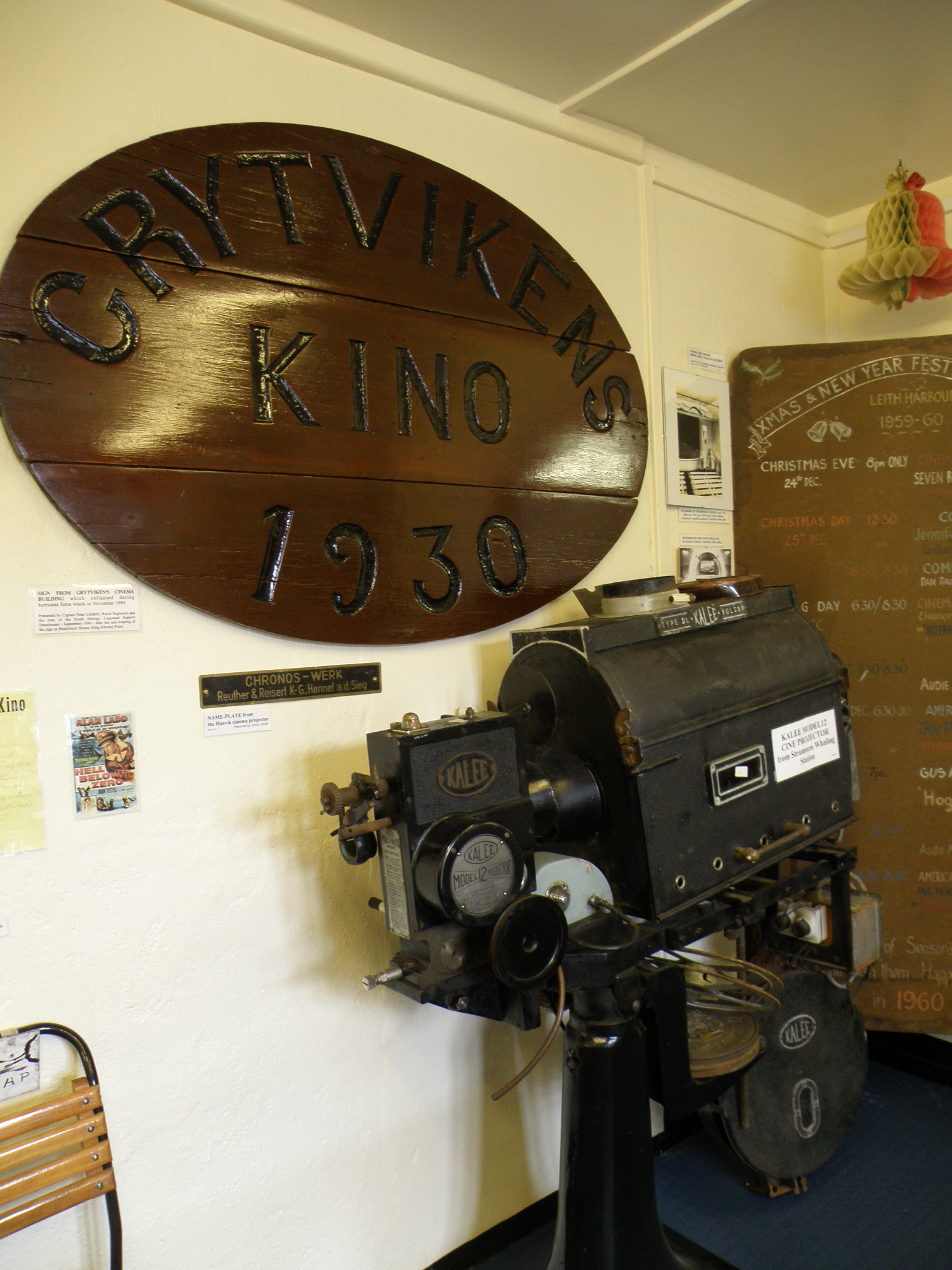
Panonceau et projecteur du cinéma
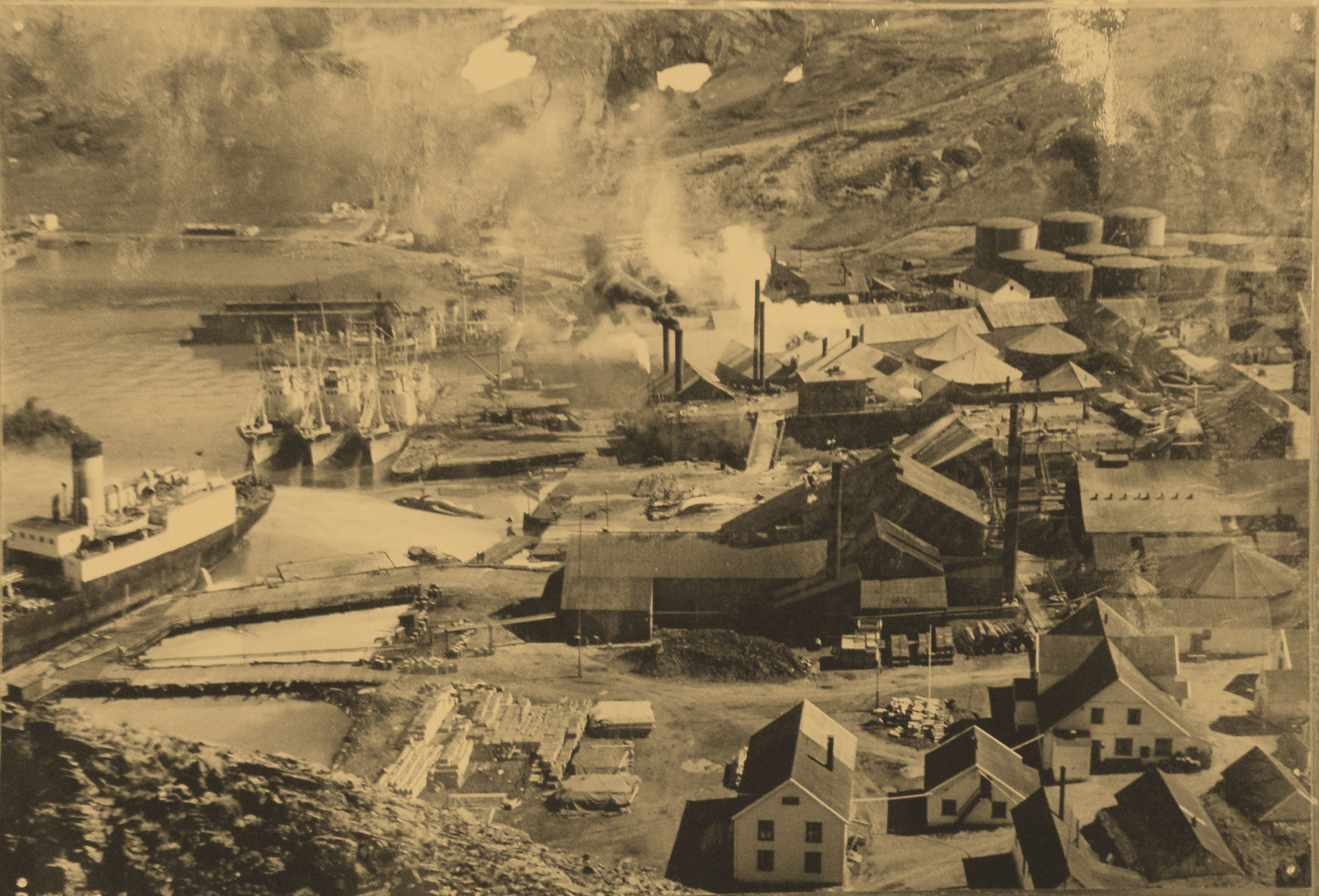
Photo ancienne de la station baleinière en plein activité
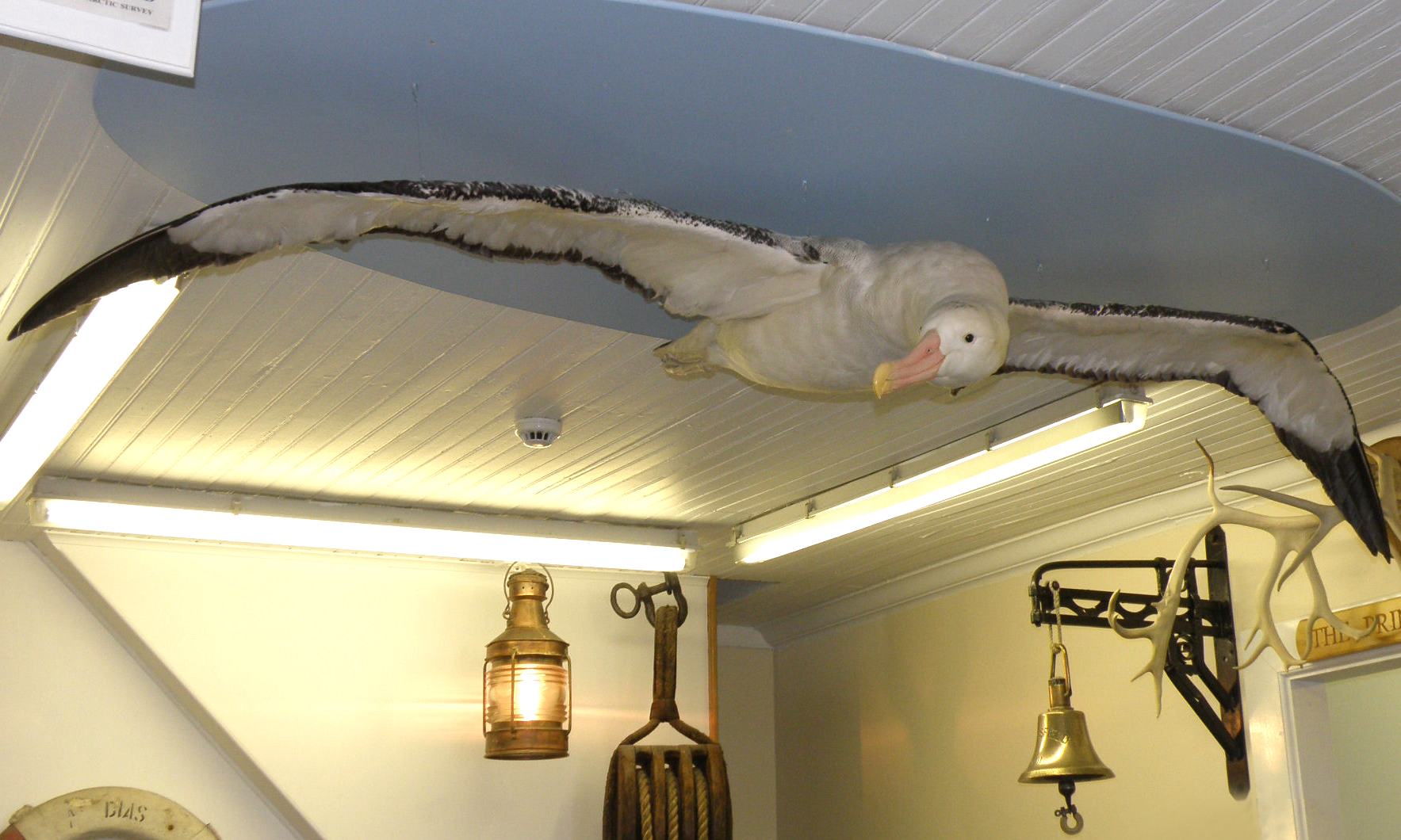
Albatros hurleur (Diomedea exulans) naturalisé
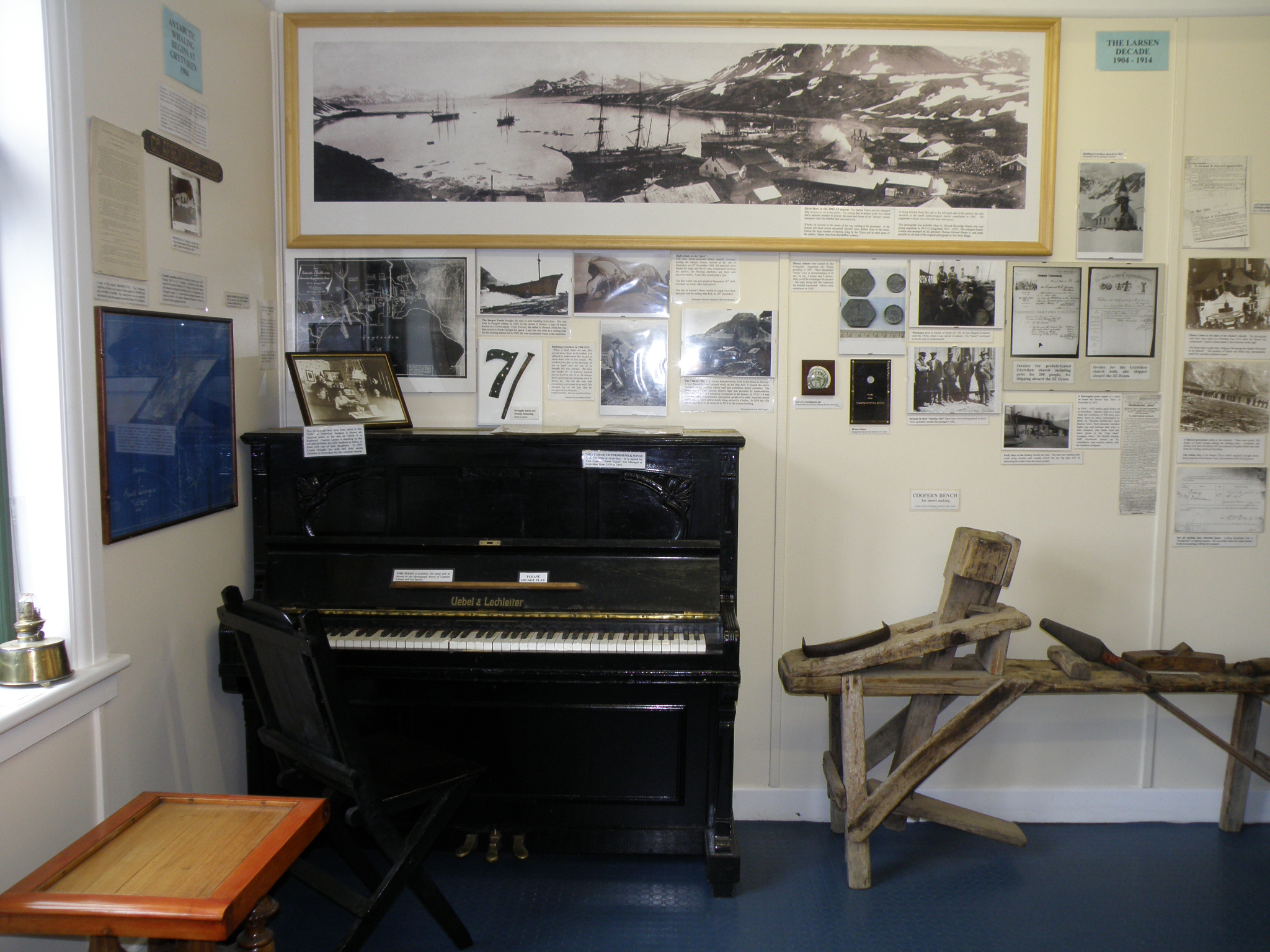
Objets et documents ayant appartenu au capitaine Carl Anton Larsen